# Печенин, Сергей Александрович
Сергей Александрович Печенин (род. 9 апреля 1952, Свердловск) — советский, российский хоккеист, вратарь.

## Биография
Воспитанник свердловского хоккея («Юность», «Автомобилист»). Практически всю карьеру провёл в клубах Свердловска — Екатеринбурга «Юность» (1970/71), «Автомобилист» (1971/72 — 1972/73, 1976/77 — 1983/84), СКА (1972/73 — 1974/75), РТИ (1985/86, 1988/89 — 1991/92, 1996/97 — 1997/98, 2001/02 — в последнем сезоне играл в возрасте 49 лет). В сезоне 1975/76 выступал за «Спутник» Нижний Тагил.
Судья первенства Свердловской области среди команд ДЮСШ, СШ, СШОР по хоккею.
В декабре 1979 года принимал участие в турне челябинского «Трактора» по Финляндии.
Сын Константин (род. 1980) выступал за РТИ также на позиции вратаря.